# Ramseur
Ramseur és una població dels Estats Units a l'estat de Carolina del Nord. Segons el cens del 2000 tenia 1.588 habitants.

## Demografia
Segons el cens del 2000, Ramseur tenia 1.588 habitants, 652 habitatges i 444 famílies. La densitat de població era de 373,9 habitants per km².
Dels 652 habitatges en un 32,1% hi vivien nens de menys de 18 anys, en un 47,7% hi vivien parelles casades, en un 16,6% dones solteres, i en un 31,9% no eren unitats familiars. En el 29% dels habitatges hi vivien persones soles el 16,1% de les quals corresponia a persones de 65 anys o més que vivien soles. El nombre mitjà de persones vivint en cada habitatge era de 2,42 i el nombre mitjà de persones que vivien en cada família era de 2,95.
Per edats la població es repartia de la següent manera: un 26,3% tenia menys de 18 anys, un 7,9% entre 18 i 24, un 27% entre 25 i 44, un 21,1% de 45 a 60 i un 17,8% 65 anys o més.
L'edat mediana era de 36 anys. Per cada 100 dones de 18 o més anys hi havia 78,6 homes.
La renda mediana per habitatge era de 32.961 $ i la renda mediana per família de 42.153 $. Els homes tenien una renda mediana de 28.500 $ mentre que les dones 20.848 $. La renda per capita de la població era de 15.411 $. Entorn del 10,2% de les famílies i el 14,8% de la població estaven per davall del llindar de pobresa.

## Poblacions més properes
El següent diagrama mostra les poblacions més properes.